# Hydriomena literata
Hydriomena literata là một loài bướm đêm trong họ Geometridae.